# František Janda
František Janda (ur. 9 stycznia 1910, ur. 24 października 1986) – czechosłowacki zapaśnik walczący w stylu klasycznym. Olimpijczyk z Berlina 1936, gdzie odpadł w eliminacjach w kategorii 61 kg.
Mistrz kraju w 1932, 1933 i 1940 roku.
- Turniej w Berlinie 1936

Pokonał Tomo Šestaka z Jugosławii, a przegrał z Rumunem Ionem Horvathem i Gyulą Mórim z Węgier.